# Il generale della Rovere
Il generale della Rovere, Brasil: De Crápula a Herói , é um filme italiano de 1959 dirigido por Roberto Rossellini, baseado no romance de Indro Montanelli, que por sua vez retrata uma história real.
O filme foi premiado com o Leão de Ouro no Festival de Veneza.
O filme faz parte da lista dos 1000 melhores filmes de todos os tempos do The New York Times